# ワイヤー消し
ワイヤー消し（ワイヤーけし）とはデジタル合成の一種で、ワイヤーアクションや操演による撮影の際に画面内に映ったワイヤーを、コンピュータを用いて除去する作業のこと。
英語式にワイヤー・リムーバル (Wire Removal) とも呼ぶ。日本では俗に線消し（せんけし）とも呼ぶ。英語ではデジタルリムーバル (Digital Removal) と呼ばれており、VFXのスタンダードな技術である。

## 歴史
かつてフィルム撮影で映像が製作されていた時期は、オプチカル・プリンターなどを使い、光学合成処理によってワイヤーを消していた。
自動的にワイヤーを消すソフトもいくつか存在するが、多くの場合ではアクションが大きすぎるため、手作業でワイヤーを消していくことになる。実際的には、ワイヤーの周囲の風景から適当な色を抽出し、ワイヤー部分を塗りつぶすということを1コマずつ行う作業である。PhotoshopやAdobe After Effectsなどの画像処理ソフトが使用される。
ワイヤー消しの技術の先駆者はインダストリアル・ライト&マジックであり、『ハワード・ザ・ダック/暗黒魔王の陰謀』（1986年）、『バック・トゥ・ザ・フューチャー PART2』（1989年）、『フック』（1991年）などの映画で開発されていった。